# Maryam Jameelah
 Maryam Jameelah (geboren am 23. Mai 1934 als Margret Marcus in New Rochelle, New York; gestorben am 31. Oktober 2012 in Lahore, Pakistan) war eine US-amerikanisch-pakistanische Autorin und Persönlichkeit des Islams.
Maryam Jameelah wurde 1934 in New Rochelle im Bundesstaat New York in eine jüdische Familie geboren. Ihr Vater war in Deutschland geboren worden. Ihre Hochschulausbildung an der New York University beendete sie vor der Graduierung. Sie nahm 1961 den Islam an und emigrierte 1962 nach Pakistan. Sie schrieb über islamische Themen und war die Autorin von mehr als 30 Büchern über die Geschichte und Kultur des Islams, darunter Islam and Orientalism.